# ティモシー・リアリー
ティモシー・フランシス・リアリー（Timothy Francis Leary, 1920年10月22日 - 1996年5月31日）は、アメリカの心理学者である。集団精神療法の研究で評価され、ハーバード大学で教授となる。ハーバード大学では、シロシビンやLSD（リゼルグ酸ジエチルアミド）といった幻覚剤による人格変容の研究を行った。幻覚剤によって刷り込みを誘発できると主張し、意識の自由を訴えた。しかし、マリファナ所持で投獄される。囚人生活中に宇宙移住計画の構想をまとめた。晩年は、宇宙移住をサイバースペースへの移住へと置き換え、コンピューター技術に携わった。コンピュータを1990年代のLSDに見立て、コンピュータを使って自分の脳を再プログラミングすることを提唱した。

## 生涯

### 心理学者の道へ
ティモシー・リアリーは、1920年10月22日にマサチューセッツ州スプリングフィールドで生まれた。1936年に入学したスプリングフィールドのクラシカル高校では生徒会長と学校新聞の編集長を務めたが、新聞で学校の全体主義を批判し校長からの大学の推薦の機会を失う。イエズス会系の神学校ホーリークロス大学で2年過ごした後、ウエストポイント陸軍士官学校に入り、軍隊的組織のなか上官に逆らったことが原因で組織的な無視を受け、無視の無罪を発表されるかわりに学校を去ることにした。『ユリシーズ』を読み、衝撃を受ける。おじに再び大学に行くよう説得され今度は共学にすると決め、アラバマ大学の心理学部に入学しディー教授のもとで学ぶが、ガールフレンドの女子寮に忍び込んだことが原因で退学になる。
1943年、徴兵命令でヴァージニア州ユスティス基地に配属され、しばらくすると心理学の課程を修了させるという軍の方針で、ジョージタウン大学で3ヶ月、オハイオ州立大学で6ヶ月学び、精神分析コンサルタントとして転属したあと、軍病院で精神科医となったディー教授に再会しペンシルベニアの軍病院に移る。配属先で、後に妻になるマリアンヌに出会い同棲をはじめ、マリアンヌと一緒にワシントン州立大学で心理学の修士号をとり、リアリーはさらにバークレー大学の心理学博士の課程に入学する。リアリーは患者の意図抜きで決定していく精神療法に疑問を抱いており、当時は患者同士に治療を行わせるおかしなものだと捉えられていた集団精神療法というのが提唱されてきたのを機に、言語による人間同士の相互作用が観測できると思い、この研究を開始する。精神科医のハリー・スタック・サリヴァンが主張した、対人間の相互作用で人格が構築されるという理論を進展させ、また人格検査のモデルも作った。研究に参加していた女性と不倫関係になり、1955年には妻マリアンヌは自殺する。カイザー基金病院の心理学研究所理事長の地位を捨て、ヨーロッパを放浪する。
この頃書いた、『人格の人間関係的診断』(IDP, Interpersonal Diagnosis of Personality )は、1957年の精神療法で最高の研究と評された。IDPは、患者自らが自分の性格や自分のゲームの役割を探求し、患者に自己決定させ、患者と心理学者を対等に扱い自然な環境の中でやり取りを行う、といった革新的な内容を提案した。後に、エリック・バーンが交流分析とゲームの理論を一般化させる。

### ハーバード大学で幻覚剤研究
1959年イタリア、バークレー大学時代の友人で創造性の心理学の権威であるフランク・バロンがマジック・マッシュルームを食べて神秘的な体験をしたという話をしたが、リアリーはこの話についていけなかった。フランク・バロンは、高度な心理学シンクタンクであるハーバード人格研究センターの所長のマクリーランドがイタリアにいるので仕事を紹介してもらえるかもしれないと教えてくれた。マクリーランドに、患者をあるがままに扱う対話的な行動変容について話したところ、アブラハム・マズロー、カール・ロジャーズによる同じような心理学の先端研究が行われているということでハーバード大学に教職を得た。すぐにリアリーの推薦でフランク・バロンもハーバード大学に教職を得る。IDPによる人間性心理学的な、診察室ではなく通常の生活の中で患者中心の平等主義的な行動変化をもたらすアプローチは興味を集め、リチャード・アルパート助教授を含めた何人かが配属された。期待されたアプローチであったが、時間をかけて何度も条件づけを行う必要があった。
1960年夏、メキシコ大学の人類学者のゲルハート・ブラウンが、アステカ文明のナワトル語の文献にマジック・マッシュルームについて言及があるが、これを試さないかともちかけた（当時、このようなキノコはカトリック教会による徹底的な弾圧によって主要な植物学者にさえ存在が否定されていた）。リアリーが試したところ、まず古代文明の様々な場所を旅し、次に生物の進化の過程を辿るという幻覚体験が起こった。
行動を変化させる鍵は自己洞察であると考えていたが、キノコによって洞察を瞬時に行うことができた。キノコはこれまでの自分の殻を一挙に解放してしまった。リアリーは体験に衝撃を受け、意識が拡張される脳の回路とそれを起こす薬、その意義、一度つながればその感覚を再現できる意識の回路（フラッシュバックという）の研究を行うことにする。
スイスのサンドス研究所のアルバート・ホフマンがキノコからシロシビンを合成していたので入手し、オルダス・ハクスリーも参加し脳に関する研究を開始する。ハクスリーは、これは『聖書』にある禁断の実で、意識の管理者は研究を阻止するだろうから、ゆっくり研究をすすめるように忠告した。当初は35人ほどで、ハーバード・サイケデリック・リサーチ・プロジェクトを組織し、内面の探求と精神を診断し変化させる探求を行った。1960年12月、アレン・ギンズバーグが意識変革について学んできたので研究について知りたいといって訪ねてきて、一緒にシロシビンを服用して平和な世界をつくることを構想し、そのために脳の共感回路につなげる神経学上の革命を起こし、意識訓練センターをつくるという計画を考え、実践に移していった。
ドラッグは、感覚を遮断するアイソレーション・タンクよりも、化学的に神経に作用するため再刷り込みの作用が強いと思っていた。再刷り込みの可能な状態で神経細胞を刺激した価値観を何でも刷り込むことができるので、自分のなりたい人間になるよう自分で神経を制御すべきだと主張していた。1961年3月には、コンコード刑務所で受刑者と大学の学生を交えたシロシビンを使った集団療法的なセッションを行い、2年で参加者の9割が出所し、再犯率を70%から10%に低下させ、生き方を変化させることが実証されたと思った。1961年8月、応用心理学の国際会議で、人間の行動は文化に依存したゲームであり、家族ゲームや国家ゲーム、ティモシー・リアリーというゲームをプレイしているが、このゲームを断ち切る最も有効な方法は悟りを誘発するドラッグであると発表した。
1943年にアルバート・ホフマンがLSDを発見した。これは強力な幻覚作用をもたらし、1950年代頃から精神医学では意識の問題を解明する切り札として期待された。
1962年春、LSDを通常量の100倍摂取し、神秘主義者になった医師のマイケル・ホリングスヘッドが訪れ、シロシビンはLSDに比べてたいしたことがないと嘲笑したので、リアリーはLSDは兵器として研究され評判が悪いと考えていたが試すことにする。この体験は、すべてが自分の意識が作り出したものに過ぎないことを悟らせ、人々がアメリカに大量生産された操り人形であることに気づき、そして意識をエネルギーがダンスしているような状態に導き、生涯で最も強烈で、生き方を変えてしまうものであった。
リアリーはLSDを研究に持ち込んだが、ケルマン教授らによる反対派がLSDが危険なドラッグであると主張して反対運動が起こった。衝突を避けるために、アンドリュー・メロン家の女性資産家のペギーに出資をしてもらい、メキシコのジワダネホでサマートレーニングキャンプを行うことにした。ジワダネホへ出発する前、反対運動の一件で麻薬取締局から検査官が派遣され知り合いになったが、彼がアメリカ中央情報局(CIA)が2500万ドルの予算でLSDの研究を行っているという極秘情報を教えてくれた。これは後に洗脳の研究であるMKウルトラ計画として知られるが、計画のためのフロント企業の一つからケルマン教授は1960年に助成金を受けていた。また、このころ謎のフェミニストのメアリー・イーノ・ピンチョット・マイヤー（1921-1964）が、LSDを洗脳に使おうとしている人がいるけど、平和のために使おうとしている人もいるからLSDのセッションのやり方を教えて欲しいと連絡をとってくる。
1962年夏、メキシコのサマーキャンプでは、エヴァンス・ヴェンツによる『チベット死者の書』の英訳本を幻覚版に翻訳しマニュアルとして用いた。共同研究者のリチャード・アルパートは幻覚剤の体験によって、神秘主義の文献を真実であることとして理解できるようになり、なかでも『チベット死者の書』が体験を正確に描写した中心的な本であることが分かった。このときは幻覚剤の代わりにアサガオのリゼルグ酸アミドを使い、効果は周囲の人の行動で決まるセッティング理論を検証した
反対派の圧力が大きいため、大学を離れて、東洋の研究家のアラン・ワッツやヒューストン・スミスらともに幻覚剤のセッションを行う機関を設立することにした。「精神的自由のための国際財団」(IFIF:International Foundation for Internal Freedom) を設立し、文化によって習得した精神からの自由を訴えた。『サイケデリック・レビュー』誌を出版し、国内全域に訓練センターの設置を計画し、世界最大のドラッグ研究機関、ドラッグ製造所になることが予測され、『ハーバード・レビュー』にお別れの挨拶をのせハーバードを去ることにした。リアリーは、武器商人や第三次世界大戦を画策しようとする者による歴史の流れを変革しようと確信していた。

### サイケデリック体験の伝道師
1963年ジワタネホ、リアリーにハーバードから解雇されたという知らせが届いたが、これはすでに退職していたリアリーの信頼を落とすためであった。ジワタネホのリアリーの運営するホテルでは、客は週1回LSDによるセッションを行っていたが、観光ビザなので商売はできないということで退去命令がきた。命令を告げに来た警官が、兄が知事のミチョアカン州のホテルでやりなさいと催促し、知事が大統領を説得するという話になったが、大統領はすでにCIAから連絡を受けていたので計画は破綻した。
ドミニカ共和国カリブ島に共同体を作った人物からの、労働党が、アメリカ企業を擁護する保守党にうんざりしている人々に向け、旅行センターをやりたがっているとの連絡を受け、リアリーは島へ向かった。IFIFの会員が急増しているからメキシコでの計画をそのままやりたいたいと申し出たが、CIAと思われる人物が知事に連絡したためまた国外追放される。次に送られたアンティグア・バーブーダからも国外追放と続く。
1963年9月、出資者のペギーは弟でアンドリュー・メロン家の跡取りのビリーにLSDを与えたことで、ニューヨーク州のミルブルックのメロン家の別荘に研究センターを置くことになり、国中にセンターを置くIFIFはを中止して、『ガラス玉演戯』からとった「カスタリア協会」を名乗り、今度はひっそりとやることにした。みんなで屋敷に移り住み、意識についての論文を書き、週1回のLSDのセッションを行い、神秘思想家のゲオルギイ・グルジエフのドラッグ体験の追体験を試みていた。
こうした活動は、人々に現実はフィクションであると思わせることに成功し、画一的な価値観をもつ社会に異議を申し立て、意識の自由を求めることは、平和や反戦、人種の平等、エコロジーといった活動と絡まっていった。 
この頃、メアリー・ピンチョットが権力者にセッションを行ったという連絡と、オルダス・ハクスリーが危篤状態になったという連絡があった。リアリーは、ハクスリーに『チベット死者の書サイケデリック・バージョン』に基づいてLSDのセッションをしてくれと頼まれたが、死の際にハクスリーの妻にやってもらうことにした。
1963年、11月22日、ケネディ大統領暗殺事件のニュースがあり、その夜ハクスリー死亡の知らせもくる。12月1日、メアリー・ピンチョットが、ジョン・F・ケネディがあまりに変化してしまったので奴らは制御できなくなったと打ちひしがれて連絡をしてくる。（すぐに、新聞にケネディー大統領夫人の友人であるメアリーが射殺された記事が載る。ケネディはドラッグを厚生省の管理下に置こうとしていた。1975年に、ジョン・F・ケネディとメアリー・ピンチョットが情事を行っていたという記事が出る）

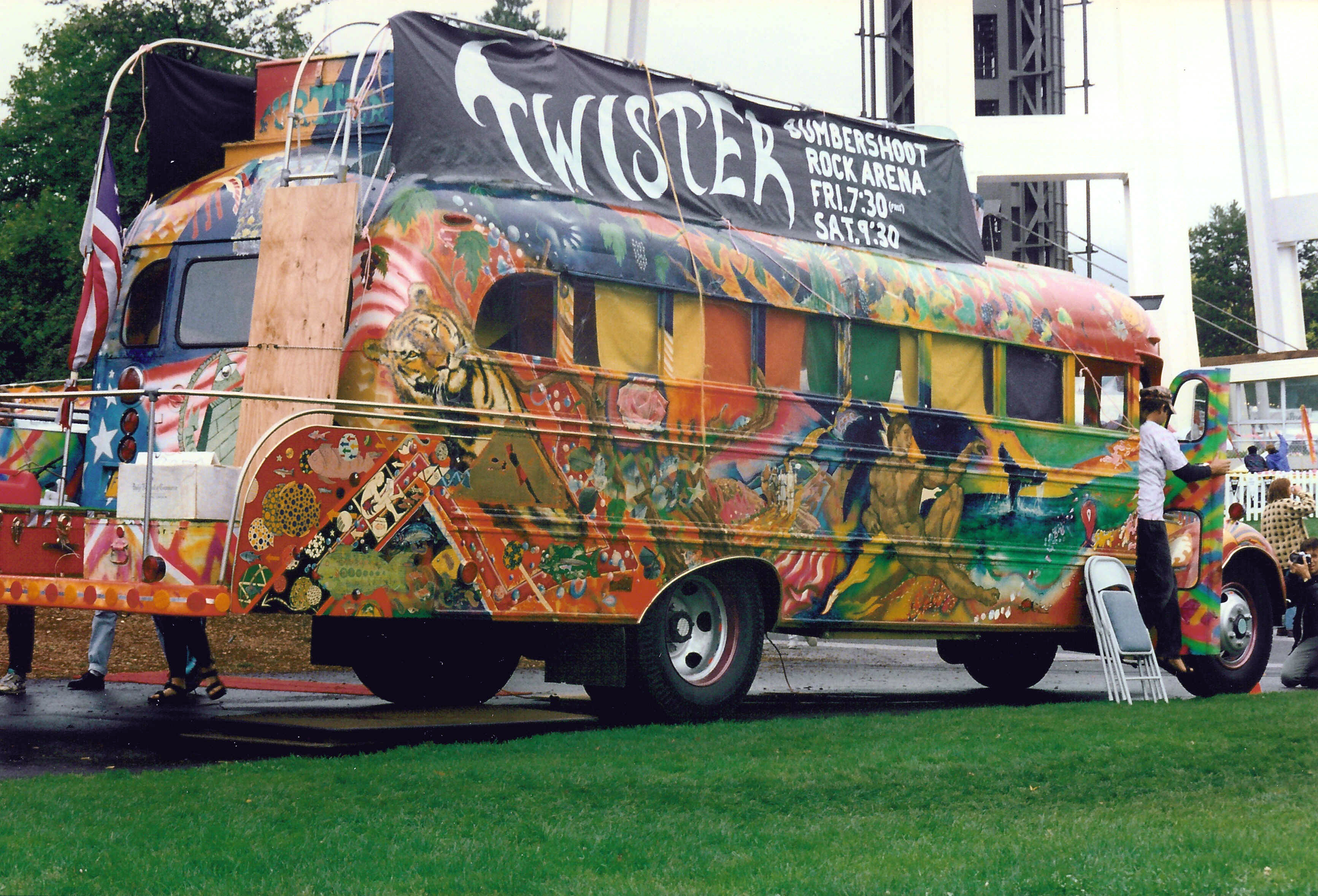
ケン・キージーのバス

1964年、双子のトミーとビリーの誕生日に催されたカーニバルで、リアリーはモデルのナネット(本名Nena von Schlebrügge)と出会い、別の日には『カッコーの巣の上で』の作者でカリフォルニア州でLSDの実験を行っていたケン・キージーの一行がバスで会いに来たので、これに触発されて視野を広げるためメンバーに世界旅行を提案し、リアリーもナネットと結婚して世界旅行をすることになった。インドで、『チベット死者の書-サイケデリック・バージョン』を一緒に書いた研究メンバーのラルフ・メッツナーと合流し、『チベット死者の書』の翻訳者エヴァンス・ヴェンツが建てた家にて、チベット仏教の僧であるラマ・ゴビンダと過ごすが、リアリー夫婦の仲は冷めていき離婚する。
アメリカに戻り、音と光でLSD体験を起こすというワークショップを行っていた。ある日、マリファナの所持で逮捕され、裁判で闘うことにした。また別の日には、ジョージ・ゴードン・リディによって突然逮捕されたが、証拠もないため違法とされた。マーシャル・マクルーハンにメディア戦略について助言されて、「Turn on, tune in, drop out（ターン・オン、チューン・イン、ドロップ・アウト）」というスローガンを思いつき、サンフランシスコで開催された「ヒューマン・ビーイン」などで宣言した。
合衆国政府は1960年代後半からLSDを麻薬と認定し違法使用を禁止する方針を打ち出した。それに対し精神を解放する媒体としてLSDを擁護し続ける。
1968年ごろから、カウンター・カルチャーによる反戦運動が起こり、ケネディ大統領の後に戦争路線をとるリンドン・ジョンソン大統領に反対していた。リアリーもこれを支持した。4月に反戦運動を行うマーティン・ルーサー・キング・ジュニアが暗殺され、6月には大統領選に出馬していたJ・F・ケネディの弟のロバート・ケネディが銃殺される。この暴力的な世界を離れるために農場の広がる場所へ引っ越す。クリスマスに、警官に尋問され突然「逮捕する」と言ってから、警官は自分のポケットからマリファナを出した。逮捕されたが1時間で保釈され、裁判を起こすことにする。

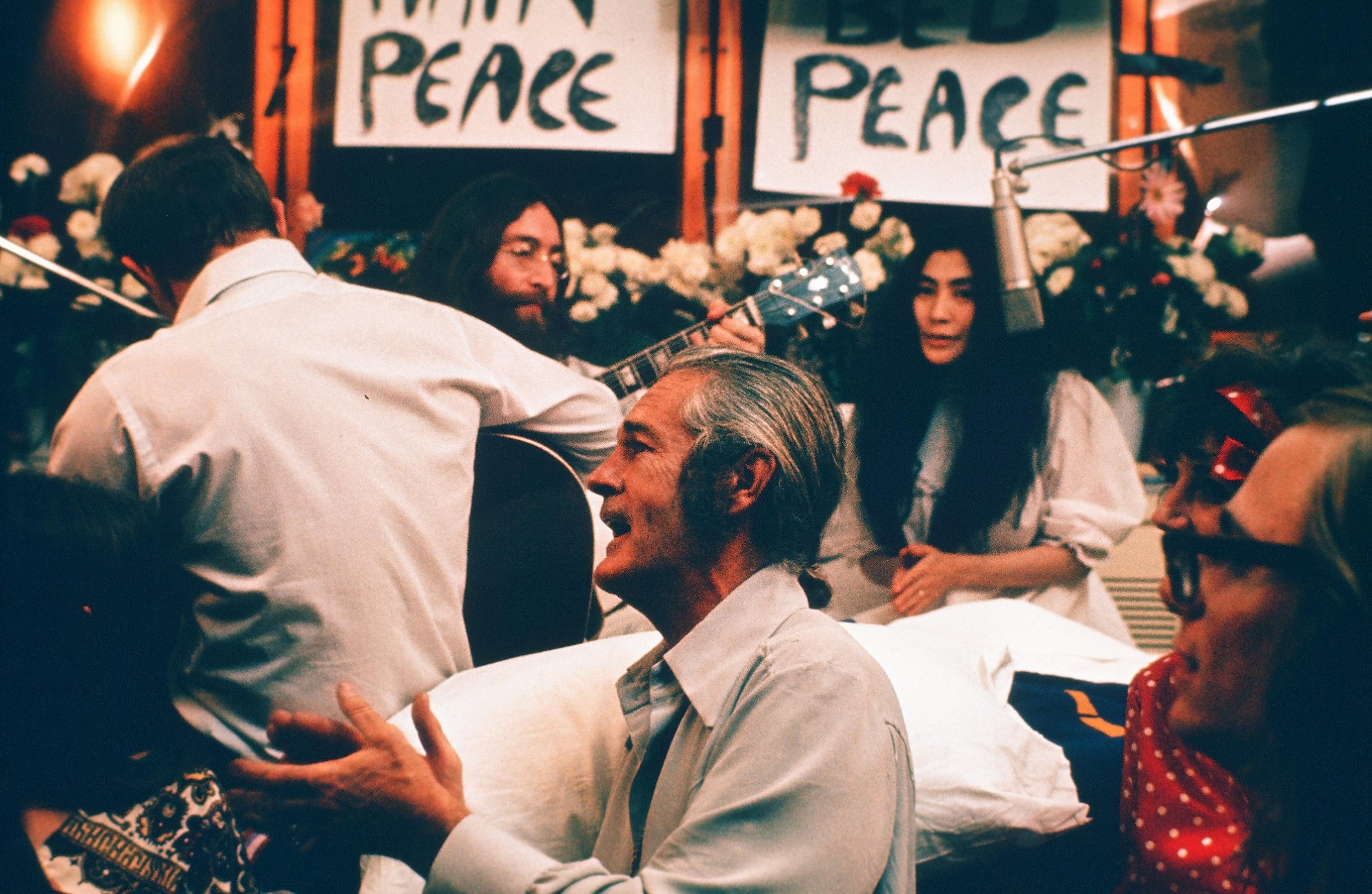
中:ティモシー・リアリー、奥左:ジョン・レノン、奥右:オノ・ヨーコ。ベッド・インで「平和を我等に」のレコーディング中。1969年。

最高裁でマリファナ法が違憲とされたので、様々なメディアが取材に来る。ここでリアリーはカルフォルニア知事戦に出馬すると宣言した。キャンペーンソングを作ることにする。ジミ・ヘンドリックスがベースギター、スティーブン・スティルス、ジョン・セバスチャン、バディ・マイルズが参加し『You Can Be Anyone This Time Around』として発売される。次の日、ジョン・レノンとオノ・ヨーコから電話。モントリオールのクイーンエリザベス・ホテルでベッド・インというイベントを行い「平和を我等に」という曲を収録するので手伝ってほしいと頼まれる。次の日、ジョン・レノンが応援ソングを作ってくれることになり「カム・トゥゲザー」をつくった。

### 収容と亡命
しかし、すぐに訴訟を起こされ逮捕される。刑務所で行われた心理テストの多くは自分で設計したものだったので、温和で脱走しない人物にみられるよう答え、脱走しやすい刑務所に移った。リアリーは脱獄し、亡命生活を送るが再び逮捕される。麻薬組織のボスの汚名を着せられて起訴された。ウォーターゲート事件でリチャード・ニクソン大統領が失脚するとしばらくしてから保釈された。服役中にチャールズ・マンソンと隣の監房になったこともあった。1976年にやっと自由の身になる。
刑務所では宇宙移民の構想を練り『神経政治学』として発表された。宇宙移民(SPACE MIGRATION)、知性増大(INTELLIGENCE INCREASE)、寿命延長(LIFE EXTENSION)の頭文字をとってSMI2LEのコンセプトがあった。SMI2LEが起こるので、自分の好みにデザインした惑星である H.O.M.E.s（High Orbital Mini Earths 高軌道のミニ地球）に移住することを構想した。
また、1973年の7月から8月にかけて、銀河系内の高次生命体に接触するため4人チームでテレパシーを行い、19つの断片としてスターシードのメッセージを受信した。

### サイバーパンク
晩年は幻覚剤ではなく、もっぱらコンピュータの可能性について語っていた。しかし、1960年代から一貫して語ろうとしていたことは、LSDやコンピュータといったものによって創造的に生きるための力を強めることや、自分自身で考えるということである。
かつてリアリーは、IBMのようなコンピュータ会社をCIAのような情報局で脅威だと思っていたが、ヒッピーがApple Computerを設立し使いやすいパーソナルコンピュータを作り出した。
1983年、フューテック社(FUTEQUE)を創立する。自己診断と意思決定を行うための「マインド・ミラー」というソフトウェアを発表する。リアリーの熱意はR・U・シリアスたちにサイバーパンクやテクノロジーを取り扱う『モンド2000』誌という雑誌を始めさせ、さらにこれは『WIRED』誌へと発展した。また、SF作家のウィリアム・ギブスンもサイバーパンクのライターへと転向させた。
コンピューターは創造性を高めたり、意識を拡張すると考えていた。
コンピュータはサイケデリック体験を表示するのに適している。幻覚剤のような精神探索は行えないが、他者とのコミュニケーションのための新しい手段として用いることで人々の意識を深める手助けができると考えていた。

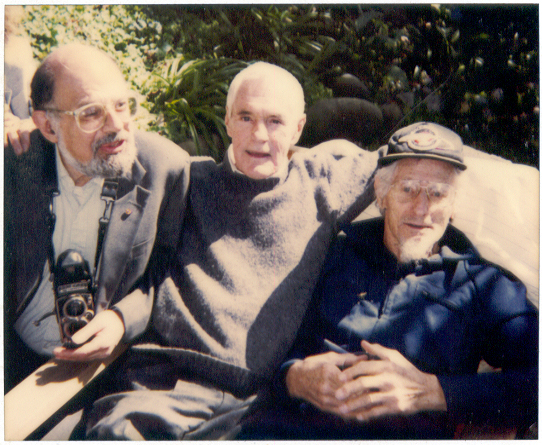
中:晩年のリアリー、左:アレン・ギンズバーグ、右:ジョン・C・リリー、1991年

友人であるジョン・C・リリーによる、脳はバイオ・コンピュータであって、国家や社会の枠にはめられた価値観を再度プログラムしなおすことができるという理論を重要であると考え、コンピュータによって価値観を再プログラミングさせようとしていた。従来、テレビのように一方的に情報が流されていたスクリーンの中を操作することで、自分独自に脳をプログラムするということである。テクノロジーによって、個人の意思で情報が伝達できるようになり、距離も消去されることになる。
本当の民主主義はモデムを通して行われるというモデムクラシーを提唱していた。
晩年は、年間30～40校と大学で積極的に講義をした。
TVゲームにも肯定的で、ポケモンの原作者である田尻智によれば、来日時に会った印象を「気のいい人だった」と語っている。

### 死の構想
1995年1月、リアリーは手術不可能な前立腺がんの宣告を受ける。 リアリーはラム・ダスやほかの古い友人らにそれを告げ、同時に"方向ある死のプロセス"をスタートした。 リアリーはその構想を「designer dying」と呼んだ。当時は病状を公表しなかったが、同年の8月にジェリー・ガルシアが亡くなったあと、世間に事実を告げることとなった。 生前の1996年5月にラム・ダスと再会している様子は、ドキュメンタリーフィルム「Dying to Know: Ram Dass & Timothy Leary」が捉えている。 

彼の最後の著作となった「Chaos and Cyber Culture」は1994年に出版され、そのなかでリアリーは、”死の過程に対処するための個人的責任について陽気に語り、生意気なジョークを言う時がやってきた”と述べている。 彼の遺作として発表された「Design for Dying」では、「死」についての新たな見方を示し、「死は”生命の過程すべてと溶け合うことである”」と自身の信念について綴っている。

### 死後
リアリーは1996年5月31日、75歳でその生涯に幕を閉じた。 後世のためにと、彼の要望で残されたビデオのなかでは、リアリーの最後の言葉が残されている。映像はリアリーのアーカイヴスの管財人であるDenis Berryと、後年のリアリーを撮影したJoey Cavellaによって作られた。
最後の姿は、息子のZacharyによって伝えられている。リアリーは拳を固く握りしめ、「Why？」と言い、それからその拳を緩め「Why not？」と言った。同じフレーズを、異なるイントネーションで繰り返し、そのあとすぐに息を引き取ったという。 Zacharyによれば、最後の言葉は「美しい」だった。
1997年4月21日、リアリーの遺灰の7グラムはロケットに乗せられ、宇宙葬となった。遺灰は、それから大気で燃えあがるまでの6年間、軌道上にとどまった。 共に打ち上げられた他の23人の中には、スタートレックを生んだ映画プロデューサー、ジーン・ロッデンベリーなどがいる。また、遺灰は家族や親しい友人にも残された。 2015年9月6日、スーザン・サランドンはその一部を、バーニングマンフェスティバルのアートインスタレーションと共に燃やした。
映画「Timothy Leary's Dead (1996)」では、人体冷凍保存を目的とした身体機能の停止をリアリーが認めている。彼の頭部は切断され、氷の上に置かれる。しかし映画の最後で、それは人工の頭部であることが示されている。

## 影響
アメリカでは特に、既存のハイカルチャーに対抗するカウンター・カルチャーの流れでサイケデリック革命の父としてヒッピーやドラッグを使う若者文化・芸術家の支持を集め、精神文化を謳う後のニューエイジ運動にも強い影響力を持っている。また、サイバーカルチャーにも影響を与えた。

## 伝記の映画化
2007年には、俳優のレオナルド・ディカプリオが主演でティモシー・リアリーを演じる映画の製作が試みられていると報道されたことがあった。

## 著書
- ティモシー・リアリー、リチャード・アルパート、ラルフ・メツナー 著、菅靖彦 訳『チベットの死者の書-サイケデリック・バージョン』八幡書店、1994年。ISBN 978-4893503190。The Psychedelic Experience, 1964.
- ティモシー・リアリー 著、山形浩生 訳『神経政治学』トレヴィル、1989年。ISBN 978-4845703227。neuropolitics, new edition, 1ed 1977, new ed 1988.
- ティモシー・リアリー 著、菅靖彦 訳『大気圏外進化論』リブロポート、1995年。ISBN 978-4845710355。info-psychology, 1987.
- ティモシー・リアリー 著、山形浩生訳、久霧亜子訳、明石綾子訳、森本正史訳、松原永子 訳『フラッシュバックス-ティモシー・リアリー自伝』トレヴィル、1995年。ISBN 978-4845709038。FLASHBACKS, 2nd edition, 1ed:1983, 2ed:1990.
- ティモシー・リアリー、R・U・シリアス 著、栩木玲子 訳『死をデザインする』河出書房新社、2005年。ISBN 978-4309906591。design for dying, 1997.

### 映画
- 『ティモシー・リアリー』ナウオンメディア、2005年。

### CD
- ティモシー・リアリー 『バルド・ソドル』 菅靖彦・監修